# Josef Alois Schachtner
Josef Alois Schachtner (* 19. Oktober oder 19. November 1758 in Olmütz; † 8. Mai 1830 in Wien) war von 1827 bis 1830 Apostolischer Feldvikar der k.u.k. Armee.

## Leben
Schachtner wurde am 5. April 1783 zum Priester geweiht und war seit 1788 Feldkaplan beim Kavallerieregiment Nr. 1. 1808 zur k.k. Arcièren-Leibgarde versetzt, wurde er 1810 zum Feldsuperior befördert und 1818 Feldkonsistorialdirektor. Am 16. Juli 1827 wurde er durch Kaiser Franz I. zum Apostolischen Feldvikar und zum Titularabt von Lébény (Ungarn) ernannt.
Weiters war Schachtner Ehrendomherr des Kathedralkapitels St. Pölten.